# 臺北市懷愛館
臺北市懷愛館（舊稱臺北市第二殯儀館，簡稱二殯）是位於台灣台北市大安區辛亥隧道口的公立殯儀館，始設於1978年。為臺北市殯葬管理處管轄，今與該處合署辦公。

## 歷史沿革

### 成立

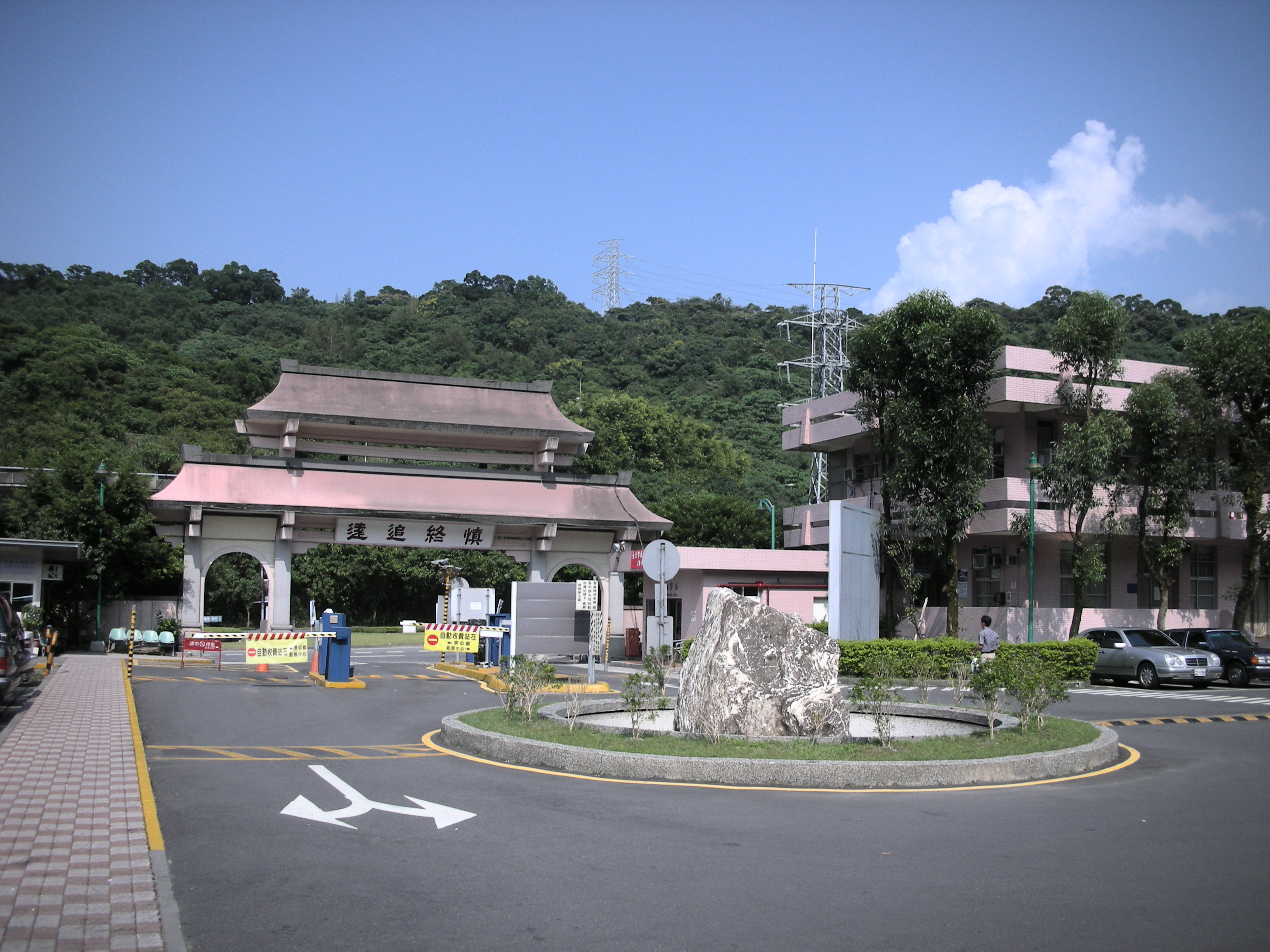
2007年的第二殯儀館

臺灣戰後時期工商經濟快速發展，社會結構急速改變，原有殯葬設施極樂殯儀館等逐漸不勝負荷，臺北市政府於1965年在瑠公圳末梢成立台北市立殯儀館，1978年因殯葬業務日益繁重於辛亥隧道口旁成立臺北市第二殯儀館，原臺北市立殯儀館更名為臺北市第一殯儀館。
1989年9月臺北市第一、第二殯儀館合併成立臺北市殯葬管理處，該處除管理殯儀館亦管理陽明山公墓、富德公墓等墓園。

### 整建

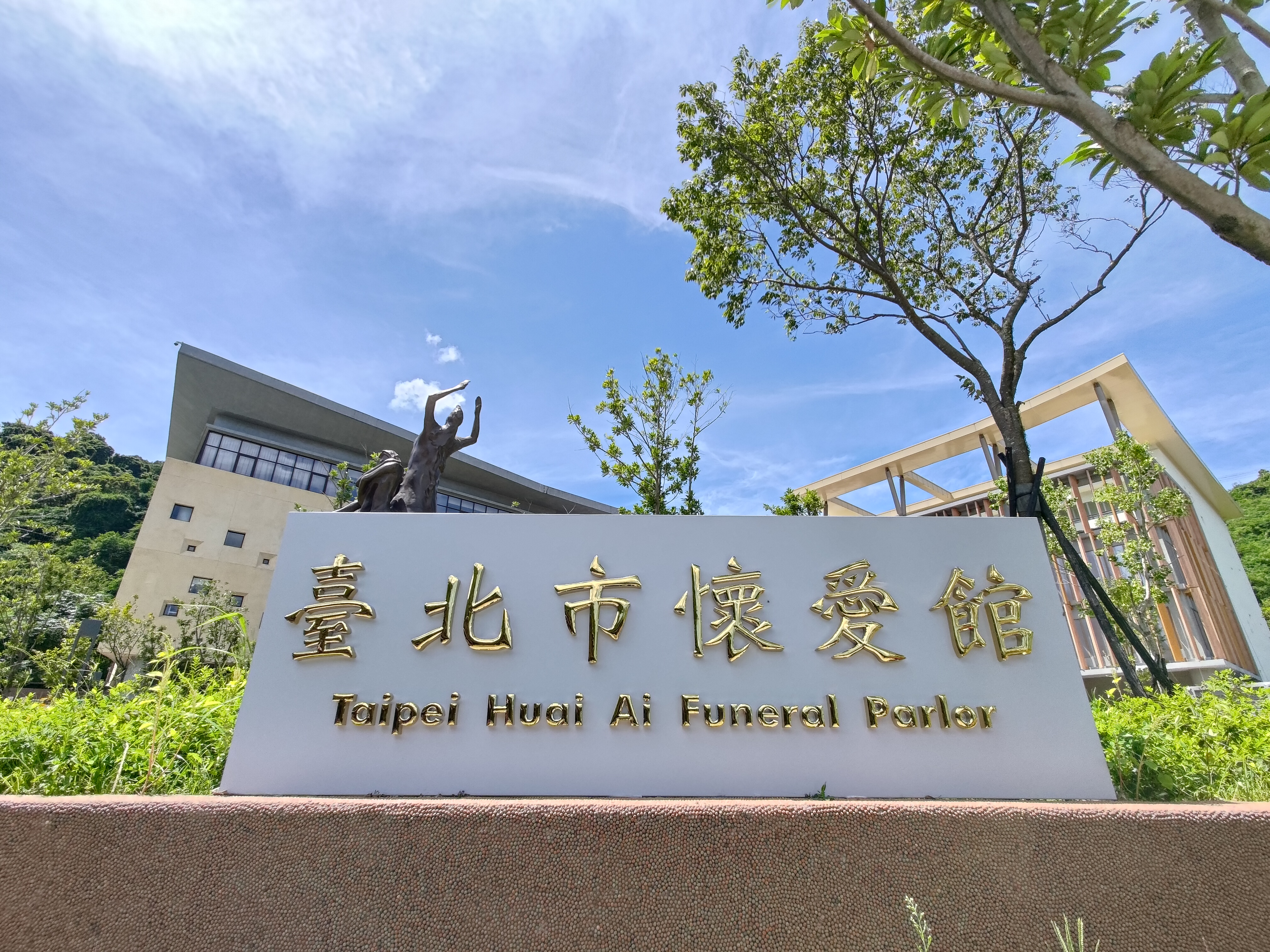
臺北市懷愛館

2007年開始進行第二殯儀館整建規劃，將原先老舊建築拆除並改建為大樓。第一期工程景仰樓2013年動工，2016年完工。除禮廳、冰櫃外也作為殯葬處行政辦公空間。第二期景行樓2016年動工，2024年完工。除禮廳冰櫃與蓮位區外，臺北市相驗暨解剖中心也設於此。二期工程完工後第一殯儀館停用拆除，市政府公開徵求二殯的新名稱。2024年7月22日，評選出來的新名稱「懷愛館」正式啟用。

## 現況設施
在設施方面，懷愛館設有
- 乙、丙級禮廳共11間（至真廳、至善廳、至美廳）
- 冷藏室1間（內含冷藏庫516屜、停屍床40張）
- 大型冷藏庫1間（最大停放遺體186具）
- 超大遺體冷藏櫃1組（容納6具遺體）
- 解剖室1間（內含冷藏庫15屜）
- 火葬場1座（內含火化爐14部）
- 真愛室（助念室）12間
- 供飯設施（腳尾飯）

## 業務職掌
- 辦理殯葬儀式、火化業務，協助喪家處理殯儀服務及倡行中華民國內政部《國民禮儀範例》之葬禮儀式。[6]

## 歷任館長
| 任次                  | 姓名                  | 任期                  | 備註                  |
| 臺北市第二殯儀館 館長 | 臺北市第二殯儀館 館長 | 臺北市第二殯儀館 館長 | 臺北市第二殯儀館 館長 |
| --------------------- | --------------------- | --------------------- | --------------------- |
|                       | 蘇俊強                |                       |                       |
|                       | 劉瑞隆                | 現任                  |                       |

## 於本館舉行告別式之名人
- 1970年代
- 1980年代
  - 王默君
- 1990年代
  - 王玉玲
  - 郎靜山
- 2000年代
  - 吳大猷
  - 孔德成
- 2010年代
  - 廖偉志
- 2020年代
  - 李應元
  - 瓊瑤
  - 葉天健
  - 鄭余鎮

## 參閲
- 臺北市第一殯儀館

## 外部連結
- 臺北市殯葬管理處 （页面存档备份，存于）